# Визеждија (Тимиш)
Визеждија (рум. Vizejdia) насеље је у Румунији у округу Тимиш у општини Готтлоб. Oпштина се налази на надморској висини од 86 m.

## Историја
Место Визеждија се први пут помиње у средњем веку 1424. године, и власништво је мађарских властелина Визеждија. За време Турака насељавају га Срби, и у то српско село свратили су 1660. године калуђери манастира Пећке патријаршије. Поп Лука је писао за себе (прилог дао) за 100 литургија.
Временом долазе нови насељеници Немци, Бугари, Мађари, Румуни и (нови) Срби па се етнички састав мења.
Од 1786. године је посед српског властелина Николе Марковића. Ту су живели као кметови готово искључиво Немци са Рајне, јер су се православци иселили. Године 1880. има 909 становника у месту и то: 102 Румуна, 52 Мађара и 775 Шваба.

## Становништво
Према подацима из 2002. године у насељу је живело 343 становника.

### Попис2002.
| Расподела становништва по националности 2002.‍ | Расподела становништва по националности 2002.‍ | Расподела становништва по националности 2002.‍ | Расподела становништва по националности 2002.‍ | Расподела становништва по националности 2002.‍ |
| --------------------------------------------- | --------------------------------------------- | --------------------------------------------- | --------------------------------------------- | --------------------------------------------- |
|                                               |                                               |                                               |                                               |                                               |
| Румуни                                        | Румуни                                        |                                               | 293                                           | 85,4%                                         |
| Мађари                                        | Мађари                                        |                                               | 12                                            | 3,5%                                          |
| Роми                                          | Роми                                          |                                               | 11                                            | 3,2%                                          |
| Украјинци                                     | Украјинци                                     |                                               | 14                                            | 4,1%                                          |
| Немци                                         | Немци                                         |                                               | 13                                            | 3,8%                                          |